# Istituto di vigilanza privata
Un istituto di vigilanza è un ente di diritto privato che opera in Italia nel campo della vigilanza privata. Esso impiega, per lo svolgimento dei servizi offerti, guardie particolari giurate (GPG).

## Storia
Il primo di tali enti venne creato nel 1870 a Padova, per iniziativa di Giuseppe Lombardi, ex garibaldino. Questi, con pochi uomini iniziò a svolgere un servizio di vigilanza urbano con l'appoggio dell'allora prefetto di Padova Luigi Berti (successivamente divenuto capo della polizia) creando l'istituto denominato "Cittadini dell'Ordine". Il Berti, conscio delle nuove esigenze venutesi a creare col nascere dell'era industriale per effetto dell'urbanizzazione e del successivo fenomeno criminale in chiave moderna, condivise l'iniziativa del Lombardi e quale Prefetto di Padova favorì l'iniziativa. Da Padova tale iniziativa venne estesa a Venezia, poi a Milano, Genova e Torino.
Il processo di espansione sopra descritto avvenne però con grosse difficoltà iniziali, mancando infatti una precisa normativa sulla materia, Giuseppe Lombardi venne per due volte portato in tribunale sotto l'accusa di "usurpazione di pubblici poteri" e di "accolita di uomini ed armi senza il permesso delle autorità governative". Tuttavia venne sempre assolto e vide la propria iniziativa riconosciuta e regolamentata da precise disposizioni. L'esperienza di Lombardi venne seguita, negli anni successivi, da altre persone che diedero vita ad organizzazioni analoghe e negli anni immediatamente successivi alla prima guerra mondiale, per volere delle istituzioni nazionali, furono costituiti in quasi tutte le città d'Italia istituti di vigilanza sotto l'egida dell'Associazione Nazionale Combattenti e Reduci, creati soprattutto per dare occupazione agli ex combattenti della grande guerra.
Dal 2010, grazie al protocollo di pubblica sicurezza "Mille occhi sulla città" messo in atto in molti comuni italiani, gli istituti, attraverso le proprie pattuglie, collaborano quotidianamente con le forze di polizia italiane nella sorveglianza e vigilanza del territorio.

## Disciplina normativa
Tra le disposizioni legislative principali, che regolano la disciplina e l'attività di tali enti sono:
1. Regio Decreto 18 giugno 1931, n. 773 (Testo unico delle leggi di pubblica sicurezza (TULPS));
2. Regio decreto legge 12 novembre 1936, n. 2144, convertito in legge 3 aprile 1937, n. 526 (Disciplina degli istituti di vigilanza privata);
3. Regio Decreto 6 maggio 1940, n. 635 (Regolamento per l'esecuzione del Testo unico delle leggi di pubblica sicurezza);
4. Decreto del Ministro dell'interno del 1º dicembre 2010 n. 269 (Regolamento recante disciplina delle caratteristiche minime del progetto organizzativo e dei requisiti minimi di qualità degli istituti e dei servizi).

## I requisiti
Ai sensi del TULPS e delle leggi vigenti, tali istituti devono essere dotati di apposita licenza rilasciata dalla prefettura competente; ad esempio, in seguito della decisione della VI Sezione del Consiglio di Stato n. 5052 del 17 ottobre 2008, i cui dettami furono recepiti dal decreto legge 8 aprile 2008 n. 59 poi convertito con legge 6 giugno 2008 n. 101, sono state modificate alcune condizioni. In base poi al decreto del Ministero dei trasporti e della navigazione 3 febbraio 1998, n. 332, allegato IV, gli istituti che utilizzino furgoni per il servizio di trasporto valori sono obbligati ad equipaggiarli di un dispositivo di segnalazione luminoso approvato (lampeggiante di colore arancione), e di un dispositivo di allarme acustico, con tonalità diversa dai veicoli di emergenza comuni.La circolare del Ministero dell'interno n. 557 del 22 gennaio 2007 ha poi dettato direttive circa l'utilizzo e la dotazione di autoveicoli da parte degli istituti.
Il D.M. 269/2010 ha apportato alcune modifiche circa i requisiti minimi necessari richiesti per la direzione di un istituto di vigilanza. Il decreto ha introdotto nuovi requisiti e caratteristiche minime necessarie, dettando disposizioni valevoli su scala nazionale, come ad esempio per ciò che concerne il trasporto valori. La norma, tra l'altro, fissa inoltre limiti più severi per l'acquisizione della licenzia prefettizia, impone sistemi di sicurezza più accurati per le centrali operative, dispone aggiornamenti professionali per gli operatori e obbliga gli istituti a dotarsi di auto di servizio con faro brandeggiante. Il successivo decreto del Ministero dell'interno 25 febbraio 2015, n. 56 ha modificato i requisiti minimi e le capacità tecniche necessari per la direzione degli istituti, nonché l'obbligo di possesso di determinate certificazioni UNI.

## Le attività espletabili
Offrono i loro servizi a enti pubblici e privati; oltre che dal TULPS, le attività sono previste da ulteriori le leggi in tema, come ad esempio il D.P.R. 4 agosto 2008 n. 153 e il decreto del Ministero dell'interno 5 settembre 2009, n. 154, in base al quale sono state previste e disciplinate l'espletamento delle attività e dei servizi di sicurezza sussidiaria affidabili agli istituti nell'ambito dei porti, delle stazioni ferroviarie, delle stazioni delle ferrovie metropolitane nonché nell'ambito delle linee di trasporto urbano ed extraurbano.